# Draaiorgel de Violanta

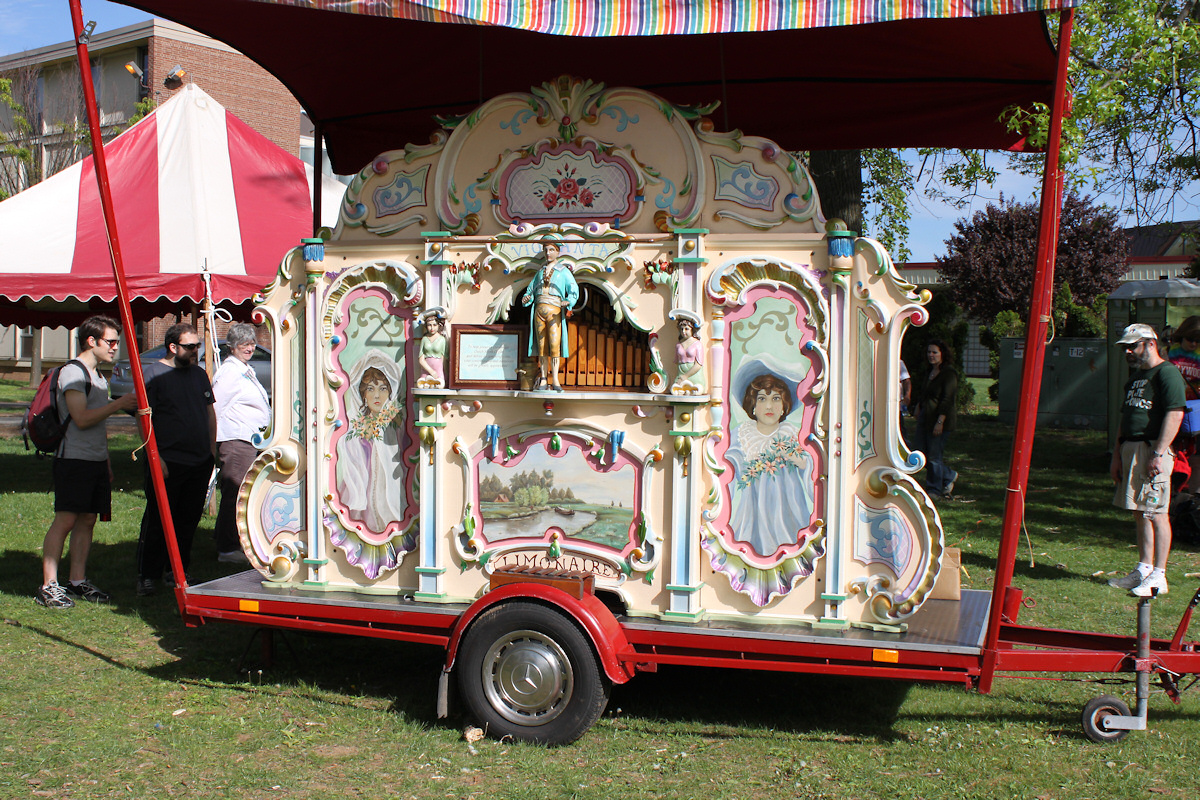
De Violanta tijdens het New Jersey Folk Festival in New Brunswick (New Jersey)

Draaiorgel de Violanta is een voormalig Nederlands Limonairestraatorgel. Het orgel werd in 1920 gebouwd en verblijft tegenwoordig in de Verenigde Staten.

## Geschiedenis
Het draaiorgel werd in 1920 gebouwd. In de Tweede Wereldoorlog werd het orgel uit elkaar gehaald om inbeslagname te voorkomen. Pas heel veel later is het orgel weer in elkaar gezet en gerestaureerd.
In 1993 verhuisde het orgel naar de Verenigde Staten, waar het nu speelt in New Jersey en omgeving.
Het orgel speelt daar bijvoorbeeld tijdens de jaarlijkse Belvidere Victorian Days en de Sinterklaasviering op de Van Wickle House in Somerset (New Jersey).
Recentelijk heeft het orgel deelgenomen aan het NY400 (400-jarig bestaan van New York).